# Коммуникация как ритуал
Коммуникация как ритуал — коммуникационная теория, предложенная Джеймсом Уильямом Кэри, в рамках которой коммуникация как воспроизводство символической реальности представляет, сохраняет, адаптирует и распространяет убеждения, присущие обществу на определённом этапе его развития. В пределах данной теории коммуникация рассматривается как процесс, обеспечивающий и обуславливающий социальные изменения.

## Происхождение
Он признает, что обыденность, общность и единство также являются характеристиками, определяющими ритуальность. Согласно его представлению, ритуальность не лишена и религиозного подтекста. Такая связь с религией позволяет подчеркнуть идею разделения убеждений и церемониальности, что в первую очередь и определяет ритуальный подход. Ключевое отличие данного подхода от остальных моделей состоит в том, что он сосредоточен на внутреннем удовлетворении как отправителя, так и получателя информации. Другими словами, ритуальная, или экспрессивная, коммуникация основывается на разделении чувств и эмоций и представляет собой «вещь в себе». Утверждение о том, что цель ритуальной коммуникации — это сам процесс коммуникации, означает реализацию пророчества Маршалла Маклюэна, который считал, что средство сообщения есть само сообщение, то есть коммуникация важна сама по себе, безотносительно к её содержанию, представляя собой то, что называется культура в действии. Приобщение к медиа — это идентификация индивидом себя как участника группы. Такая самоидентификация и является конечной целью ритуала. Среди основных характеристик ритуальной коммуникации можно выделить следующие: отсутствие четко сформулированного послания, базирование на символах и ассоциациях, присутствующих в обществе, вневременной и относительно неизменный характер. Однако сложность ритуальной коммуникации заключается в том, что зачастую, для того чтобы акт коммуникации состоялся, в неё приходится включать элементы зрелищности. 

## Альтернативный подход
Различия между ритуальной и трансмиссионной моделями существует не только на уровне преследуемых ими целей, но и относительно ожиданий участников коммуникации. Так, в рамках трансмиссионного подхода отправитель передаёт сообщение, которое впоследствии когнитивно познаётся получателем, в то время как отправитель в экспрессивной модели передаёт некие образы, цель которых — сообщение реципиенту чувства принадлежности к определённой общности и инсценирование коллективных чувств. На первый взгляд может показаться, что Кэри противопоставляет эти два подхода. Но это не так, напротив, он утверждает, что «ни одна из представленных концепций не опровергает положения другой». Они лишь акцентируют внимание на определённых характеристиках коммуникации, тем самым позволяя лучше понять процесс взаимодействия между людьми. Как доказательство непротиворечивости данных подходов друг другу Джеймс Кэри приводит концепцию символического производства реальности Маршалла Маклюэна, которая, по мнению Кэри, лежит в основе обоих подходов. Согласно этой концепции, люди зачастую неосознанно вступают в различного рода взаимодействия.  

## Газеты, социальные сети и ритуальный подход
Джеймс Кэри ещё раз обращается к примеру взаимоотношения людей с газетами, чтобы развить свой ритуальный подход. Он утверждает, что человек в процессе чтения газет "включаются в процесс непрерывной смены ролей или драматического фокуса. В продолжение своих рассуждений Кэри говорит о том, что «хотя новости едва ли изменяются… их как и прежде читают». Здесь, ритуальный подход к коммуникации заключается в запечатлении реальности в конкретный период времени и того, как люди взаимодействуют в ней. Конечно, представление о газетах уже давно строится на основе характеристик общества. Например, в книге «Использование газет и связи внутри сообщества» Кит Р. Штамм подробно анализирует отношения между индивидуумами и газетами, основываясь на трудах Парка, Роберта и Мертона. Так, он отмечает, что за прошедшие несколько десятилетий аудитория печатных газет неизменно снижалась, что привело к запуску большинством печатных газет электронных версий. Такой сдвиг в сторону электронного формата характеризует и смену отношений между людьми и газетами.
Хотя печатные газеты продолжают удерживать целевую аудиторию в основном благодаря достоверности и глубокому анализу сообщаемой информации, электронные версии превосходят печатные в быстроте доступа к материалу и широте охвата. Также им удаётся создать ощущение общности прежде всего через социальные сети. все это указывает на сложный и многогранный характер взаимоотношений между соцсетями и газетами.